# Romillé
Romillé (bret. Rovelieg) – miejscowość i gmina we Francji, w regionie Bretania, w departamencie Ille-et-Vilaine.
Według danych na rok 1990 gminę zamieszkiwało 2439 osób, a gęstość zaludnienia wynosiła 85 osób/km² (wśród 1269 gmin Bretanii Romillé plasuje się na 242. miejscu pod względem liczby ludności, natomiast pod względem powierzchni na miejscu 301.).